# Bâtiment classique datant de 1834 à Bašaid
Le « bâtiment classique datant de 1834 à Bašaid » (en serbe cyrillique : Класицистичка зграда из 1834. године у Башаиду ; en serbe latin : Klasicistička zgrada iz 1834. godine u Bašaidu) est situé à Bašaid, dans la province de Voïvodine, dans la municipalité de Kikinda et dans le district du Banat septentrional, en Serbie. Il est inscrit sur la liste des monuments culturels de grande importance de la république de Serbie (identifiant no SK 1142).

## Présentation
Le bâtiment, situé au centre de la localité de Bašaid, a été construit en 1834 dans un style néo-classique ; il s'inscrit dans un plan rectangulaire. La façade principale est constituée de trois parties, dont un grand porche ouvert avec quatre colonnes et deux pilastres, ainsi que de deux avancées de part et d'autre du porche. Le toit à deux pans est recouvert de tuiles.